# Brodica
Brodica je plovni objekt namijenjen za plovidbu morem koji je ovlašten prevoziti najviše 12 putnika, čija je duljina trupa veća od 2,5 metra, a manja ili jednaka 15 metara, ili ukupne snage porivnih uređaja veća od 5 kW. Pojam brodica ne obuhvaća plovila koja pripadaju drugom pomorskom objektu u svrhu prikupljanja, spašavanja ili obavljanja radova, plovila namijenjena isključivo za natjecanja, kanue, kajake, gondole i pedaline, daske za jedrenje i daske za jahanje na valovima. Identično plovilo koje je namijenjeno za plovidbu unutrašnjim vodama (rijeke, jezera, kanali) naziva se po hrvatskom zakonu čamac.
Općenito ju se može definirati kao plovno sredstvo sposobno za kretanje po moru, rijekama i jezerima koje služi za prijevoz robe, putnika ili za neke druge namjene, pri čemu su samo manji plovni objekti brodice, dok veće plovne objekte naziva se brodom.

## Poveznice
- Čamac

## Vanjske poveznice
- Brodica Hrvatska tehnička enciklopedija, portal hrvatske tehničke baštine. LZMK

- Senjska uskočka brodica Hrvatska tehnička enciklopedija, portal hrvatske tehničke baštine. LZMK